# Pavel Pachner
Pavel Pachner [pavel pačner], avstro-ogrski mornariški častnik in kontraadmiral, * 1871, Maribor, † 13. oktober 1937, Gradec

## Življenje
Pavel Pachner se je rodil leta 1871 v Mariboru, kjer je preživel mladostna leta. Po gimnaziji se je vpisal na Pomorsko akademijo na Reki.

## Vojaška kariera
Kot kadet se je udeležil leta 1890 18-mesečnega potovanja okoli sveta s šolsko jadrnico SMS Saida. Tu se je prvič srečal z  Antonom Hausom, višjim častnikom iz Tolmina, poznejšim velikim admiralom in poveljnikom avstro-ogrske vojne mornarice (1913–1917). Na tem potovanju so iz Pule odpluli v Port Said, Aden, na Mauricius, do Avstralije, Nove Zelandije in skozi Magellanovo ožino do Buenos Airesa, čez Atlantik na Azorne otoke do Gibraltarja.   
Vojaško službo je nastopil 01.07.1890, 1.1.1914 je prejel čin kapitana fregate, kar je bil do leta 1916.
Pričetek 1. svetovne vojne je dočakal kot poveljnik križarke SMS Zenta s činom kapitana bojne ladje.  Po potopitvi ladje in vrnitvi iz črnogorskega ujetništva je postal poveljnik križarke SMS Kaiser Karl VI. S koncem vojne je bil upokojen v višjem činu kontraadmirala, nato pa je do svoje smrti plul v mornarici Španije in Egipta.
Izčrpan od bolezni se je leta 1937 vrnil v Maribor, kjer je ostal le kratek čas. V upanju na ozdravitev je odpotoval v Gradec, kjer je umrl v starosti 66 let. Skromno je pokopan na evangeličanskem pokopališču. Še danes je opazen navaden leseni križ, na katerem piše Fremder Seemann – tuj pomorščak.